# Erva

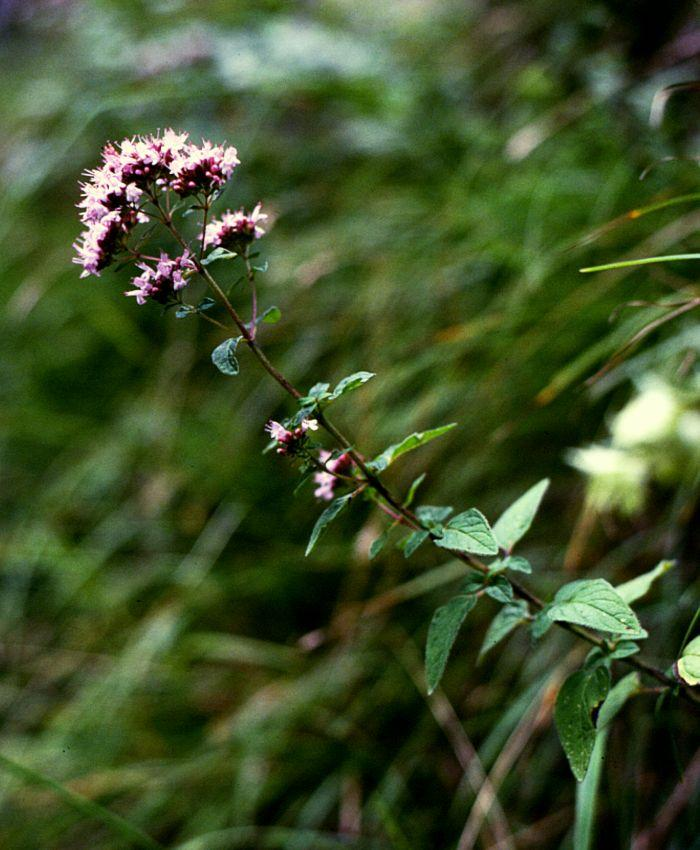
Orégano, erva utilizada como condimento

Ervas, ou plantas herbáceas, podem-se referir a dois tipos de plantas:
- plantas geralmente de pequeno porte e caule macio ou maleável (por oposição aos caules lenhosos[5]), apresentando pouca ou nenhuma lenhina, que tende a secar depois de frutificar. Estas plantas tanto podem ser anuais, bienais, vivazes ou perenes.[6]
- plantas cujo caule não sofre crescimento secundário ao longo do seu desenvolvimento.[6][5]

Há muitos critérios da classificação das plantas quanto ao tipo de caule, porém ambas as definições estão corretas e são utilizadas em obras científicas - embora possam prestar-se a equívocos.
Com efeito, atendendo à primeira categoria, vê-se conglobada na definição de planta herbácea um vasto rol de cactos de hábito arbustivo, alguns de porte verdadeiramente imponente, como os saguaros dos Estados Unidos. Ao passo que, atendendo à segunda categoria, a mesma designação já abarca todas as espécies de monocotiledóneas, inclusive palmeiras e yuccas, de caule claramente lenhoso, mas que não sofrem crescimento secundário ao longo da vida.